# ВЕС Lemnhult
ВЕС Lemnhult — наземна вітрова електростанція на півдні Швеції, в лені Єнчепінг.
Майданчик для станції обрали в комуні Ветланда. В 2013 році тут ввели в експлуатацію ВЕС у складі 66 вітряних турбін данської компанії Vestas типу V112/3000 із одиничною потужністю 3 МВт. Діаметр ротора турбіни 112 метрів, висота башти — 129 метрів.
За проектом виробництво електроенергії на ВЕС Lemnhult має становити 270 млн кВт-год. на рік.
Спорудження станції обійшлось у 183 млн доларів США.
У грудні 2015 року на ВЕС Lemnhult сталась аварія вітряної турбіни № 15. Внаслідок корозійної втоми матеріалу відбувся розрив болтів у місці скріплення двох нижніх секцій башти, що призвело до падіння вітроагрегату без перевищення нормального робочого навантаження.